# Olof Forselius

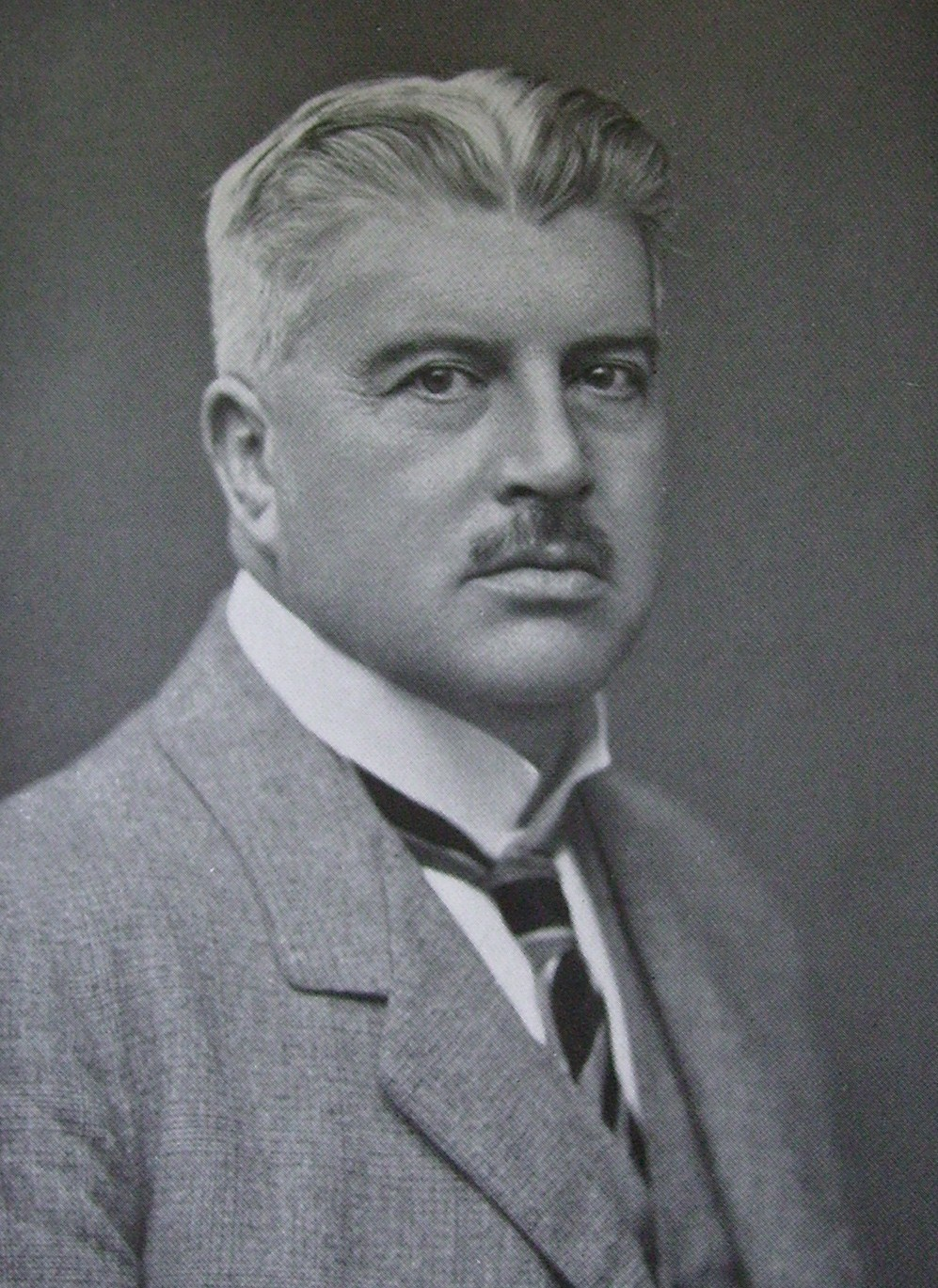
Olof Forselius

Carl Olof Forselius, född 28 november 1880 i Vreta Klosters församling, Östergötland, död 18 augusti 1955 i Göteborg, var en svensk läkare och kommunpolitiker.
Han var son till kapten Adolf Forselius och Ulla Gyllencreutz. Han gifte sig 1914 med Margarethe Viktoria Cavete. Han avlade studentexamen i Linköping 1898, medicine licentiatexamen 1908. Åren 1910–1923 sysslade han med patologisk anatomi och 1924–1947 var han prosektor vid Allmänna och Sahlgrenska sjukhuset. Mellan 1919 och 1940 satt han i Göteborgs stadsfullmäktige för högern.
Forselius satt även i styrelserna för bland andra Botaniska trädgården, Göteborgs arbetarinstitut, Göteborgs sjukhem, Göteborgs högskola, medverkade vid Örgryte landskommuns införlivning med Göteborg 1920-1921, vid införlivningen av vissa delar av Angereds landskommun 1930 och av Västra Frölunda landskommun 1945. Framför allt var han intresserad av sjukhusfrågor.
Forselius tilldelades Göteborgs stads förtjänsttecken 1948. På Guldheden finns gatorna Doktor Forselius Gata och Doktor Forselius backe, som bägge är uppkallade efter Olof Forselius.